# Duosperma porotoense
Duosperma porotoense är en akantusväxtart som beskrevs av Vollesen. Duosperma porotoense ingår i släktet Duosperma och familjen akantusväxter. Inga underarter finns listade i Catalogue of Life.